# XO-2
XO-2 är en dubbelstjärna bestående av XO-2S och XO-2N belägen i den mellersta delen av stjärnbilden Lodjuret. Den har en skenbar magnitud av ca 11,1 och kräver ett teleskop för att kunna observeras. Baserat på parallax enligt Gaia Data Release 3 på ca 6,67 mas, beräknas den befinna sig på ett avstånd på ca 490 ljusår (ca 150 parsek) från solen. Den rör sig bort från solen med en heliocentrisk radialhastighet på ca 47 km/s.

## Egenskaper
XO-2 är två vita stjärnor i huvudserien av spektralklass K0 V+K0 V. De har en massa som är ca 0,98 + 0,97  solmassa, en radie som är ca 1,0 + 0,98 solradie och har vardera ca 0,75 gånger solens utstrålning av energi från dess fotosfär vid en effektiv temperatur av ca 5 400 K.
Båda stjärnorna är något svalare än solen och är nästan identiska med varandra. Stjärnorna är också kända för sin stora egenrörelse.

## Planetsystem
Det finns två kända exoplaneter som kretsar kring XO-2N. XO-2Nb, som klassificeras som en het Jupiter, upptäcktes 2007 av XO-teleskopet med hjälp av transitmetoden och XO-2Nc upptäcktes 2015 med radiellhastighetsmetoden.
Två planeter har 2014 rapporterats kretsa kring XO-2S. En av dem är av Jupitermassa och den annan har en massa som är jämförbar med Saturnus.
Båda stjärnorna visar också RV-trender, vilket kan tyda på närvaro av ytterligare långperiodiska jovianer eller bruna dvärgar kring var och en av dem.    
| Planet | Massa             | Halv storaxel (AE) | Siderisk omloppstid (d) | Excentricitet | Inklination | Radie |
| ------ | ----------------- | ------------------ | ----------------------- | ------------- | ----------- | ----- |
| b      | ≥0,259 ± 0,014 MJ | 0,1344 ± 0,0025    | 18,157 ± 0,034          | 0,18 ± 0,035  | -           | -     |
| c      | ≥1,37 ± 0,053 MJ  | 0,4756 ± 0,0087    | 120,8 ± 0,034           | 0,1528 ± 0,01 | -           | -     |

| Planet | Massa          | Halv storaxel (AE) | Siderisk omloppstid (d) | Excentricitet | Inklination | Radie |
| ------ | -------------- | ------------------ | ----------------------- | ------------- | ----------- | ----- |
| b      | 0,62 ± 0,02 MJ | 0,0369 ± 0,002     | 2,61586178 ± 0,00000075 | 0,045 ± 0,024 | 88,7 ± 1,3° |       |
| c      | 1,8 MJ         | -                  | >6 200                  | -             | -           |       |